# Odarslöv
Odarslöv (Västra Odarslöv) är kyrkbyn i Odarslövs socken i Lunds kommun i Skåne belägen cirka fem kilometer nordöst om Lund.
I byn ligger Odarslövs kyrka.